# Serow
Serow (russisch Серов) ist eine Stadt in Russland mit rund 99.373 Einwohnern (Stand 14. Oktober 2010). Sie liegt in der Oblast Swerdlowsk am Ostrand des Ural, knapp 350 Kilometer nördlich der Oblasthauptstadt Jekaterinburg.

## Geschichte

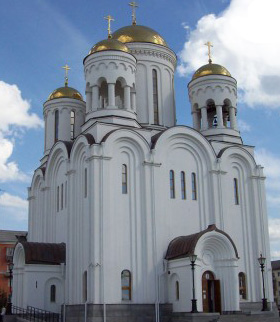
Verklärungskirche von Serow

Die Entstehung des heutigen Serow begann im September 1893, als der Bau einer Eisengießerei und eines Gleisbauwerkes in der Nähe geplant wurde. Zu diesem Zweck wurde an der Stelle der heutigen Stadt zunächst eine Arbeitersiedlung errichtet. Sie hieß zunächst Nadeschdinsk, benannt nach der Großgrundbesitzerin Nadeschda Polowzowa, der das Gelände der Eisengießerei gehörte. Mit dem Betrieb der Gießerei stieg die Bevölkerungszahl der Siedlung zunehmend. Den Status einer Stadt erhielt Nadeschdinsk aber erst im Jahre 1926.
Im nächsten Jahrzehnt wurde die Stadt gleich dreimal umbenannt. Zunächst wurde im Jahre 1934 aus Nadeschdinsk Kabakowsk, benannt nach dem Politiker Iwan Kabakow. Als dieser 1937 im Zuge der Stalinschen Säuberungen verurteilt wurde, erhielt die Stadt zunächst wieder ihren alten Namen Nadeschdinsk zurück. Bald darauf, nämlich am 7. Juni 1939, wurde die Stadt jedoch zu Ehren des tödlich verunglückten Piloten Anatoli Serow, der hier geboren wurde und gelebt hat, in Serow umbenannt.

### Bevölkerungsentwicklung
| Jahr | Einwohner |
| ---- | --------- |
| 1926 | 033.400   |
| 1939 | 064.890   |
| 1959 | 097.882   |
| 1970 | 100.679   |
| 1979 | 101.481   |
| 1989 | 104.158   |
| 2002 | 099.804   |
| 2010 | 099.373   |

Anmerkung: Volkszählungsdaten (1926 gerundet)

## Wirtschaft
Heute gilt die Stadt als bedeutende Industriestadt der Region. Nach wie vor dominiert hier die Metallverarbeitung das wirtschaftliche Leben; der aus der alten Eisengießerei heraus entstandene Betrieb trägt ebenfalls den Namen des Piloten Anatoli Serow. Außerdem gibt es in der Stadt und der näheren Umgebung mehrere Nahrungsmittel- und Holzverarbeitungsbetriebe.

## Söhne und Töchter der Stadt
- Oleg Torsunow (* 1965), Humanmediziner und Dozent
- Kostya Tszyu (* 1969), Boxer
- Natalija Tobias (* 1980), ukrainische Mittelstreckenläuferin
- Andrej Fedjajew (* 1981), Kosmonaut
- Maxim Jakuzenja (* 1981), Eishockeyspieler
- Wiktor Kalatschik (* 1981), Eishockeyspieler
- Pawel Trenichin (* 1986), Sprinter
- Pawel Poluektow (* 1992), Eishockeyspieler
- Wassili Tomschin (* 1997), Biathlet